# Sebastian Klonowic
Sebastian Fabian Klonowic (sinh năm 1545 tại Sulmierzyce – mất ngày 29 tháng 8 năm 1602 tại Lublin) là một nhà thơ và nhạc sĩ người Ba Lan.

## Tiểu sử
Sebastian Fabian Klonowic đã học tại Đại học Kraków. Ông còn được biết đến với tên tiếng Latinh là Acernus. Ông có thể viết thành thạo cả tiếng Ba Lan và Latinh. Lúc đầu ông sống ở Lviv, sau chuyển đến Ruthenia, rồi ông định cư ở Lublin. Trong thời gian ở Lublin, ông trở thành thị trưởng của nơi này.
Klonowic đã sáng tác bài thơ bằng tiếng Latinh về cuộc tấn công vào các tu sĩ Dòng Tên. Những bài thơ tiếng Latinh của ông chứa đầy những từ tiếng Ba Lan được Latinh hóa. Nhưng mặt khác, những bài thơ tiếng Ba Lan của ông cũng thường gây khó hiểu do ông sử dụng nhiều từ tiếng Latinh và tiếng Hy Lạp dịch theo nghĩa đen. Trong những năm cuối đời, ông sống nhờ vào từ thiện của các tu sĩ Dòng Tên.

## Tác phẩm nổi tiếng
- Roxolania (1584) — mô tả con người và vùng đất Ruthenia
- Flis, to Jest Spuszczanie Statków Wisłą (1595) — một ví dụ ban đầu về khổ thơ Sappho trong thơ Ba Lan, có độ dài đặc biệt
- Worek Judaszów  (1600)
- Victoria Deorum (1587)
- Żale nagrobne na ślachetnie urodzonego Pana Jana Kochanowskiego
- Gorais
- Hebdomas, to jest Siedem tegodniowych piosnek wyjętych z pierwszych Ksiąg Moiżeszowych kapituły pierwszej, co którego dnia Pan Bóg stworzył i jako siódmego dnia odpoczynął, krótko zebranych przez Sebastyjana Klonowica z Sulimierzyc, pisarza ławicy lubelskiej (1581) — bài hát